# Produktdifferenzierung
Produktdifferenzierung ist in der Betriebswirtschaftslehre die Produktstrategie, von einem Ausgangsprodukt oder einer Dienstleistung Varianten herzustellen, die sich vom Ausgangsprodukt – das auch weiterhin hergestellt wird – mehr oder weniger stark unterscheiden.

## Allgemeines
Die Produktdifferenzierung ist eine Diversifikation, bei der ein Produkt in anderem Produktdesign, anderem Aussehen, variierter Erlebnisqualität, unterschiedlichen Funktionen oder anderer Produktqualität/Dienstleistungsqualität hergestellt wird (Produktlinienerweiterung). Produktdifferenzierung ist die wichtigste Form der Produktgestaltung.

## Arten
Unterschieden wird zwischen der horizontalen und vertikalen Produktdifferenzierung. Die horizontale Produktdifferenzierung verändert lediglich die Produkteigenschaften, während die stofflich-technische Grundstruktur erhalten bleibt. Auch Änderungen in Größe, Farbe oder Aussehen sind horizontale Produktdifferenzierung. Bei der vertikalen Produktdifferenzierung dagegen werden stoffliche-technische Änderungen vorgenommen bis hin zur geänderten Verpackung; es wird die Produktqualität verändert. Die horizontale Produktdifferenzierung verändert mithin die Varietät, die vertikale Produktdifferenzierung verändert die Qualität.
Bei der emotionalen Produktdifferenzierung geht es um die Emotionalisierung von – unverändert bleibenden – Produkten durch Schaffung von Assoziationen zwischen dem Produkt und der Erfahrungswelt des Verbrauchers wie etwa Produkt und Freiheit, Frische, Komfort oder Eleganz.
Bei der regionalen Produktdifferenzierung wird ein identisches Produkt in verschiedenen Märkten unter unterschiedlichen Namen verkauft. Beispielsweise vertreibt die Grafschafter Krautfabrik ihren Zuckerrübensirup Goldsaft im Saarland abweichend als Fenner Harz, weil sich der erstere Name dort nicht etablieren konnte und die Kunden das Produkt nur unter dem zweiten Namen kannten.
Beispiele von Produktdifferenzierungen sind das
- Angebot von Baukastensystemen: Modular aufgebaute Produkte, bei denen sich der Kunde selbst unterschiedliche Produktformen aus Modulen zusammenstellen kann.
- Angebot von produktbegleitenden Dienstleistungen, so genannte „Value-Added-Services“: Der Kunde erhält die Möglichkeit, den Nutzen eines bestehenden Produktes durch den Erwerb von zusätzlichen Dienstleistungen zu steigern.

Entscheidend ist herbei, dass dem Kunden bei diesen Formen die Wahl zwischen Akzeptanz oder Nicht-Akzeptanz überlassen wird.

## Produktdifferenzierung in der Automobilherstellung
In der Automobilherstellung kann ein Fahrzeugmodell, das durch die Aggregate Karosserie, Motor und Getriebe definiert wird, über verschiedene Ausstattungen (Merkmale) differenziert werden. Für ein einzelnes Modell in einer Fahrzeugklasse kann es über eintausend unterschiedliche Ausstattungen geben. Alternative Ausstattungen können in Ausstattungsfamilien zusammengefasst werden, von denen es über hundert unterschiedliche Ausstattungsfamilien geben kann: In der Familie „Lack“ werden alle Farblackierungen, in der Familie „Navigation“ werden die unterschiedlichen Navigationssysteme zusammengefasst usw. Aus jeder dieser Familien darf bei einer Fahrzeugbestellung jeweils nur eine (der alternativen) Ausstattung ausgewählt werden, es muss aber auch immer eine Ausstattung ausgewählt werden. Die Ausstattungen einer Familie schließen sich gegenseitig (paarweise) aus. Daher können nur Ausstattungen aus unterschiedlichen Familien in einer Bestellung miteinander kombiniert werden, was die Produktdefinition übersichtlich macht und die Kundenbestellung erleichtert. Durch diese Systematik wird eine konsistente Produktdefinition erreicht, die den Anforderungen an eine ideale Boolesche Algebra entspricht. Diese Konsistenz ist für zahlreiche Anwendungen im Rahmen der Vertriebs- und Produktionssteuerung, z. B. für den Aufbau eines Produktkonfigurators und für die Planung und Erstellung des Produktionsprogramms von großem Vorteil (s. a. PPS-System, Produktionsplanung und -steuerung, Absatzprogramm).

## Wirtschaftliche Aspekte
Harold Hotelling formulierte 1929 ein nach ihm benanntes Hotellings Gesetz der minimalen Differenzierung. Es besagt, dass sich die Wettbewerber immer ähnlicher werden und ihre Produkte einander angleichen, und zwar hinsichtlich Produktqualität, Standort und anderer wesentlicher Komponenten. Es betrifft deshalb beide Arten der Produktdifferenzierung. Heutige Produktstrategien verfolgen jedoch oft das Ziel, sich mit Hilfe der Produktdifferenzierung bei vergleichbaren Produkten von der Konkurrenz abzuheben. Je mehr es gelingt, Produkte zu differenzieren, umso monopolistischer wird die Marktstellung.
Michael E. Porter ging 1980 in seiner Wettbewerbsstrategie davon aus, dass konkurrierende Unternehmen Kostenführerschaft, Differenzierung oder Segmentierung einführen müssen. Die Produktdifferenzierung ist dabei eine der Normstrategien nach Porter, wonach das Unternehmen anstrebt, sich durch einzigartige Produkteigenschaften von der Konkurrenz abzuheben. Gelingt dies, so kann es einen höheren Marktpreis verlangen und damit seine Produzentenrente erhöhen.
Grund für eine Produktdifferenzierung kann während des Produktlebenszyklus auch die Verlängerung der Wachstumsphase des Absatzvolumens sein. Produktdifferenzierung kann den Kundennutzen erhöhen und damit Kundenzufriedenheit schaffen oder sogar neue Zielgruppen erschließen.
Wird mit der Produktdifferenzierung auch eine Preisdifferenzierung verbunden, so verringert sich für den Verbraucher die Markttransparenz. Diese ist ohnehin eingeschränkt, weil die Produktdifferenzierung zur Produktvielfalt beiträgt.

## Abgrenzung
Streng zu trennen ist die Produktdifferenzierung von der Produktvariation, bei der ein Nachfolgeprodukt geschaffen wird. Eine neue Version von Computerprogrammen und Software ist eine Produktvariation, sofern eine neue Version die alte ersetzt wie beim Acrobat Reader. Kann jedoch mit der alten Version noch weitergearbeitet werden, liegt eine Produktdifferenzierung vor (wie beispielsweise bei Microsoft Word).